# Trois cents poèmes des Tang
Les Trois Cents Poèmes des Tang (chinois traditionnel : 唐詩三百首 ; chinois simplifié : 唐诗三百首 ; pinyin : Tángshī sānbái shǒu), aussi appelés l'Anthologie de trois cents poèmes des Tang, sont une compilation datant de 1763 par le lettré Sun Zhu (孫誅) de poèmes de la dynastie Tang (618-907), une époque souvent considérée comme l'âge d'or de la poésie chinoise.
Cette anthologie qui compte 310 poèmes a connu un grand succès et de nombreux traducteurs occidentaux ont puisé à cette source. Elle contient en particulier de nombreux poèmes de Du Fu, Li Bai, Wang Wei, Li Shangyin et Meng Haoran.

## Origine
Sun Zhu, lettré de la dynastie Qing qui se faisait appeler Hengtang Tuishi (衡塘退士, « Maître retiré de Hengtang »), était insatisfait de la compilation des poètes Tang de Liu Kezhuang (劉克莊) appelée Poèmes des mille maîtres (Qianjiashi 《千家诗》), datant de la période des Song du Sud. Il entreprit une nouvelle compilation de poèmes, basée sur leurs valeurs éducatives et morales.
Sun Zhu a imité, pour déterminer le nombre de poèmes de son anthologie, les Trois cents Poèmes (autre appellation du Classique des vers), ouvrage qui lui non plus ne compte pas trois cents poèmes, mais trois cent cinq.

## Succès
La compilation connut immédiatement un grand succès en Chine et a servi de texte pour l'apprentissage du chinois pour des générations d'élèves. On trouve un exemplaire du livre de Sun dans presque chaque foyer chinois. De nouvelles compilations basées sur le nombre de 300 furent édités, ajoutant ou retranchant certains poèmes de l'original. Le livre inspira d'autres compilations du même ordre et ce jusqu'à nos jours. En Occident, elle fut la source de nombreuses traductions.

## Organisation des poèmes
Dans l'édition originale, les poèmes étaient répartis en sept chapitres selon leur structure:
- Pentasyllabe de style ancien (ch. trad. : 五言古詩)
- Pentasyllabe de style régulier (ch. trad. : 五言律詩)
- Quatrain pentasyllabique (ch. trad. : 五言絕句)
- Heptasyllabe de style ancien (ch. trad. : 七言古詩)
- Heptasyllabe de style régulier (ch. trad. : 七言律詩)
- Quatrain heptasyllabique (ch. trad. : 七言絕句)
- Poème sur un air folklorique (Yuefu) (ch. trad. : 樂府 ; py : Yuèfǔ)

## Liste des Poètes
- Bai Juyi (ch. : 白居易 ; py : Bái Jūyì, 772 – 846)
- Cen Can (ch. : 岑參 ; py : Cén Cān, 715 – 770)
- Chang Jian (ch. : 常建 ; py : Cháng Jiàn, début du VIIIe siècle)
- Chen Tao (ch. : 陳陶 ; py : Chén Táo, 824 – 882)
- Chen Zi'ang (ch. trad. : 陳子昂 ; ch. simp. : 陈子昂 ; py : Chén Zĭáng, 661/656 – 702)
- Cui Hao (ch. trad. : 崔顥 ; ch. simp. : 崔颢 ; py : Cuī Hào, 704？– 754)
- Cui Shu (ch. : 崔曙)
- Cui Tu (ch. trad. : 崔塗 ; ch. simp. : 崔涂 ; py : Cuī Tú, né en 854)
- Dai Shulun  (ch. trad. : 戴叔倫 ; ch. simp. : 戴叔伦 ; py : Dài Shūlún)
- Du Fu (ch. : 杜甫 ; py : Dù Fǔ, 712 – 770)
- Du Mu (ch. : 杜牧 ; py : Dù Mù, 803 – 852)
- Du Qiuniang (ch. : 杜秋娘 ; py : Dù Qiūniáng)
- Du Shenyan (ch. : 杜審言 ; py : Dù Shěnyán, né autour de 646)
- Du Xunhe (ch. trad. : 杜荀鶴 ; ch. simp. : 杜荀鹤 ; py : Dù Xúnhè, 846 – 904)
- Gao Shi (ch. : 高適 ; py : Gāo Shì, mort en 765)
- Gu Kuang (ch. trad. : 顧況 ; ch. simp. : 顾况 ; py : Gù Kuàng)
- Han Hong ch. trad. : 韓翃 ; ch. simp. : 韩翃 ; py : Hán Hóng
- Han Wo ch. trad. : 韓偓 ; ch. simp. : 韩偓 ; py : Hán Wò
- Han Yu (ch. trad. : 韓愈 ; ch. simp. : 韩愈 ; py : Hán Yù, 768 – 824)
- He Zhizhang (ch. trad. : 賀知章 ; ch. simp. : 贺知章 ; py : Hè Zhīzhāng, env. 659 – 744)
- Huangfu Ran (ch. : 皇甫冉)
- Jia Dao (ch. trad. : 賈島 ; ch. simp. : 贾岛 ; py : Jiǎ Dǎo, 779 – 843)
- Jin Changxu (ch. trad. : 金昌緒 ; ch. simp. : 金昌绪 ; py : Jīn Chāngxù)
- Li Bai (ch. : 李白 ; py : Lǐ Bái, 701 – 762)
- Li Duan 李端
- Li Pin (ch. trad. : 李頻 ; ch. simp. : 李频 ; py : Lǐ Pín, fin du neuvième siècle)
- Li Qi (ch. trad. : 李頎 ; ch. simp. : 李颀 ; py : Lǐ Qí, 690 – 751)
- Li Shangyin (ch. trad. : 李商隱 ; ch. simp. : 李商隐 ; py : Lǐ Shāngyǐn, env. 813 – 858)
- Li Yi (ch. : 李益 ; py : Lǐ Yì, env. 770 – 827)
- Liu Changqing (ch. trad. : 劉長卿 ; ch. simp. : 刘长卿 ; py : Liú Chángqīng, 709 – 785)
- Liu Fangping 劉方平
- Liu Jixu 劉脊虛
- Liu Yuxi (ch. trad. : 劉禹錫 ; ch. simp. : 刘禹锡 ; py : Liú Yǔxī, 772 – 842)
- Liu Zhongyong (ch. : 柳中庸 ; py : Liǔ Zhōngyōng)
- Liu Zongyuan (ch. : 柳宗元 ; py : Liǔ Zōngyuán, 773 – 819)
- Lu Lun (ch. trad. : 盧綸 ; ch. simp. : 卢纶 ; py : Lú Lún, 739 – 799)
- Luo Binwang (ch. trad. : 駱賓王 ; ch. simp. : 骆宾王 ; py : Luò Bīnwáng, env.640 – 29 décembre 684)
- Ma Dai 馬戴
- Meng Haoran (ch. : 孟浩然 ; py : Mèng Hàorán, 689 ou 691  –  740)
- Meng Jiao (ch. : 孟郊 ; py : Mèng Jiāo, 751  –  814)
- Pei Di (ch. : 裴迪 ; py : Péi Dí, né en 716?)
- Qian Qi (ch. trad. : 錢起 ; ch. simp. : 钱起 ; py : Qián Qǐ, 710 – 782)
- Qin Taoyu 秦韜玉
- Qiu Wei (ch. trad. : 邱為 ; ch. simp. : 邱为 ; py : Qiū Wéi, 694 – 789?)
- Qiwu Qian 綦毋潛
- Quan Deyu 權德輿
- Seng Jaoran 僧皎然
- Shen Quanqi 沈佺期
- Sikong Shu (ch. : 司空曙 ; py : Sīkōng Shǔ, env.720 – env.790)
- Song Zhiwen 宋之問
- Tang Xuanzong (Empereur Xuanzong des Tang) (ch. : 唐玄宗 ; py : Táng Xuánzōng, 685 – 762)
- Wang Bo (ch. : 王勃 ; py : Wáng Bó, env. 649 – 676)
- Wang Changling (ch. : 王昌龄 ; py : Wáng Chānglíng, 698 – 765)
- Wang Han (ch. : 王翰 ; py : Wáng Hàn, début VIIIe siècle)
- Wang Jian (poète) (ch. : 王建 ; py : Wáng Jiàn)
- Wang Wan 王灣
- Wang Wei (ch. trad. : 王維 ; ch. simp. : 王维 ; py : Wáng Wéi, 699 – 759)
- Wang Zhihuan (ch. trad. : 王之渙 ; ch. simp. : 王之涣 ; py : Wáng Zhīhuàn, 688 – 742)
- Wei Yingwu (ch. trad. : 韋應物 ; ch. simp. : 韦应物 ; py : Wéi Yìngwù, 737 – 792)
- Wei Zhuang (ch. trad. : 韋莊 ; ch. simp. : 韦庄 ; py : Wéi Zhuāng, 836 – 910)
- Wen Tingyun (ch. trad. : 溫庭筠 ; ch. simp. : 温庭筠 ; py : Wēn Tīngyūn, 812 – 870)
- Wumingshi (Anonyme) 無名氏 / 无名氏
- Xibiren 西鄙人
- Xu Hun 許渾
- Xue Feng 薛逢
- Yuan Jie 元結
- Yuan Zhen (ch. : 元稹 ; py : Yuán Zhěn, 779 – 831)
- Zhang Bi 張泌
- Zhang Hu 張祜
- Zhang Ji (ch. trad. : 張繼 ; ch. simp. : 张继 ; py : Zhāng Jì, VIIIe siècle)
- Zhang Ji (ch. trad. : 張籍 ; ch. simp. : 张籍 ; py : Zhāng Jí, 766 – environ 830)
- Zhang Jiuling (ch. trad. : 張九齡 ; ch. simp. : 张九龄, 673 – 740)
- Zhang Qiao 張喬
- Zhang Xu (ch. trad. : 張旭 ; ch. simp. : 张旭 ; py : Zhāng Xù, environ VIIIe siècle)
- Zheng Tian (ch. trad. : 鄭畋 ; ch. simp. : 郑畋 ; py : Zhèng Tián, milieu IXe siècle)
- Zhu Qingyu 朱慶餘
- Zu Yong 祖詠